# Захари Стояново (област Добрич)
 За другото българско село с име Захари Стояново вижте Захари Стояново (Област Търговище).  
Захари Стояново е село в Североизточна България. То се намира в община Шабла, област Добрич.

## История
Старото название на селото е Джафер факъ.

## Население
Преброяване на населението през 2011 г.
Численост и дял на етническите групи според преброяването на населението през 2011 г.:
|                     | Численост | Дял (в %) |
| Общо                | 95        | 100,00    |
| Българи             | 93        | 97,89     |
| Турци               | 0         | 0,00      |
| Цигани              | 0         | 0,00      |
| Други               | 0         | 0,00      |
| Не се самоопределят | 0         | 0,00      |
| Неотговорили        | 0         | 0,00      |

## Културни и природни забележителности
Къща музей на Захари Стоянов.

## Редовни събития
Сбор на 10 септември.